# Limite di Tolman-Oppenheimer-Volkoff
Il limite di Tolman-Oppenheimer-Volkoff (TOV) è un limite superiore per la massa di stelle composte di materia degenere (come una stella di neutroni). È analogo al limite di Chandrasekhar per le nane bianche.

## Origine dell'idea
Il limite fu calcolato da Robert Oppenheimer e George Michael Volkoff nel 1939, usando il lavoro di Richard Chace Tolman. Oppenheimer e Volkoff partirono dall'assunzione che i neutroni in una stella di neutroni formassero un gas di Fermi freddo e degenere.  Questo porta ad una massa limite approssimativamente di 0,7 masse solari.,  Valutazioni più recenti portano il limite approssimativamente tra 1,5 e 3,0 masse solari. L'incertezza nel valore riflette il fatto che le equazioni di stato per la materia estremamente densa non sono ben conosciute.  
In una stella di neutroni più leggera del limite, il suo peso viene sostenuto dall'interazione repulsiva neutrone-neutrone a corto raggio mediata dalla forza forte e anche dalla pressione dovuta alla degenerazione quantistica di neutroni. Se una stella di neutroni è più pesante del limite, essa collasserà in qualche forma più densa. Potrebbe formare un buco nero, o cambiare composizione ed essere sostenuta in qualche altro modo (per esempio, dalla pressione di degenerazione dei quark, se diventasse una stella di quark). Poiché le proprietà delle ipotetiche forme esotiche di materia degenere sono conosciute ancora più scarsamente di quelle della materia degenere di neutroni, la maggior parte degli astrofisici presume, in mancanza di un'evidenza contraria, che una stella di neutroni sopra il limite collassi direttamente in un buco nero.
Un buco nero formato dal collasso di una singola stella deve avere massa eccedente il limite di Tolman-Oppenheimer-Volkoff.  La teoria predice che a causa della perdita di massa durante l'evoluzione stellare, un buco nero formatosi da una stella isolata di metallicità solare non possa avere una massa superiore a circa 10 masse solari., Figura 21. In base a dati osservativi come la loro grande massa, la debole luminosità e gli spettri a raggi X, si pensa che un certo numero di oggetti massivi nelle binarie a raggi X siano buchi neri stellari.  Si ritiene che questi potenziali buchi neri abbiano masse che oscillano tra 3 e 20 masse solari.